# Praia das Conchas (Cabo Frio)
Vista da praia
Praia das Conchas é uma praia localizada no bairro do Peró na cidade de Cabo Frio, no estado brasileiro do Rio de Janeiro.
Frequentada pelos aficionados pela pesca de arremesso. Os peixes mais capturados nesta praia são o badejo, a anchova e a tainha. O lugar oferece também uma bela vista das ilhas de Cabo Frio. Em toda sua orla existem quiosques, restaurantes e música ao vivo.